# Побережник білий
Побережник білий (Calidris alba) — невеликий птах із родини баранцевих ряду сивкоподібних. Це один з найпівнічніших птахів, що розмножуються. Гніздування виявлені в арктичній тундрі всього за 960 км від північного полюса. Біологія цього птаха найкраще вивчена поза сезоном розмноження, коли їх можна зустріти майже повсюдно на морських узбережжях материків та океанічних островах. Примітний спосіб добування корму зимуючих птахів — зграйки куликів, іноді змішані з побережниками малими та чорногрудими побережниками, швидко переміщуються по піщаному пляжу біля самої води і хапають винесену прибоєм здобич — рачків, молюсків та черв'яків. В Україні пролітний, зрідка зимуючий вид.

## Опис

### Зовнішній вигляд

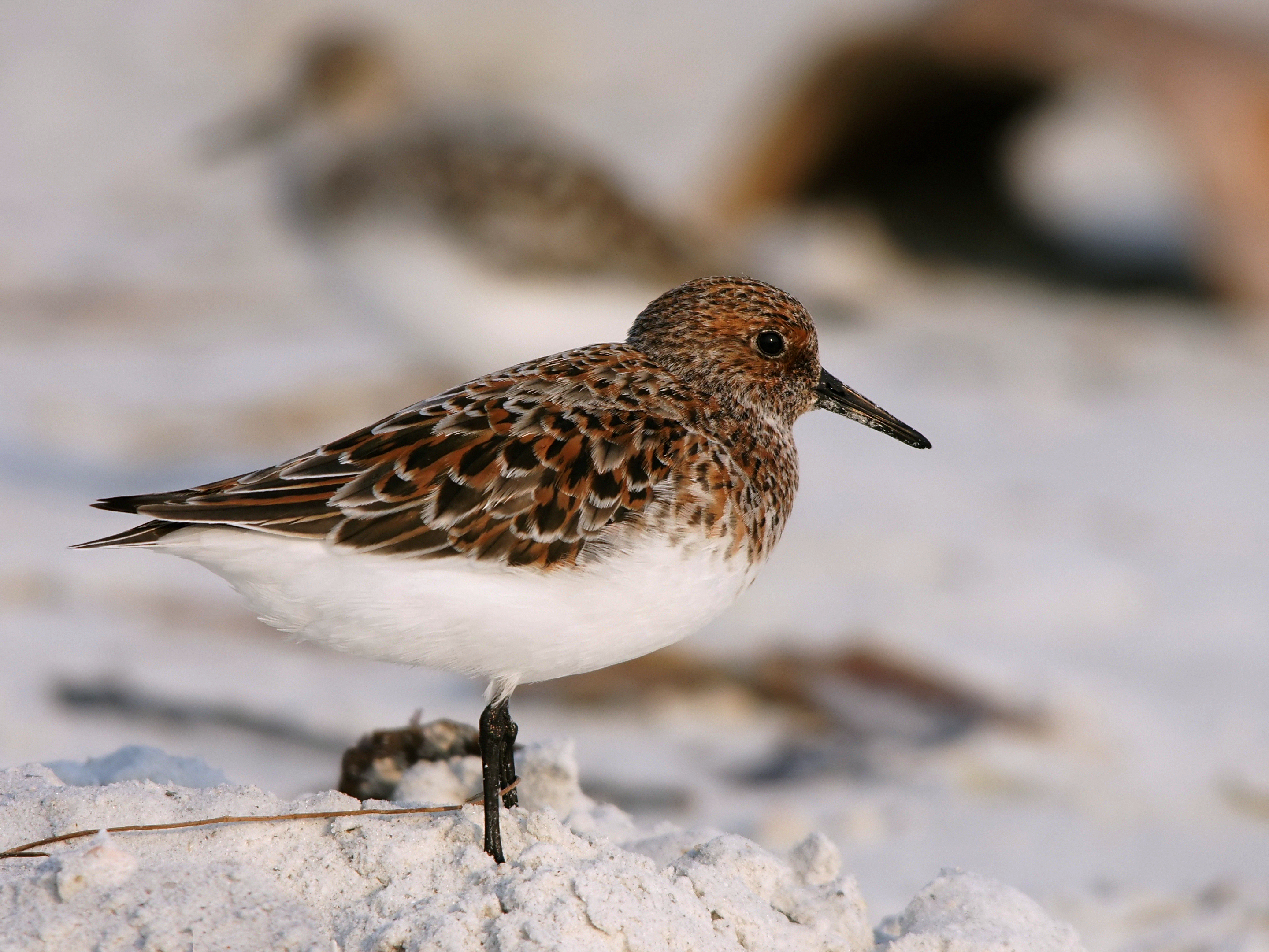
У літньому оперенні

Розміром з чорногрудого побережника, але має коротший дзьоб та коротші ноги. Загальна довжина 20 — 21 см, розмах крил 36 — 39 см, вага 40 — 60 г. Забарвлення оперення майже не відрізняється у самців та самок, однак у тих й інших має сезонні відмінності. У шлюбному вбранні побережник схожий на малого побережника, хоча і значно більший за його. На голові, шиї і грудях домінує рудий колір, розбавлений темними плямами. Оперення спини більш строкате — широкі руді і охристі облямівки пір'я поєднуються з чорними плямами посередині, іноді білим обідком по самому краю. Нижня частина грудей та черево білі, при цьому на відміну від кулика-горобця проглядається чітка межа між темними та світлими ділянками оперення.
У зимовий час птах світлішає, руді ділянки оперення змінюються білявими та сірими тонами. Верх попелясто-сірий з вузькими темними надствольями та вузькими білявими облямівками, низ монотонно-білий. На зимових стоянках побережника білого найлегше визначити за особливим малюнком крила: буро-сірі криючі та другорядні махові виділяються темною смугою добре помітною з відстані у птаха, який сидить. Оперення молодих особин у цілому демонструє схожість з річним оперенням дорослих, при цьому на верхній стороні тіла чорні плями займають більшу частину поверхні пера, у той час як рудуваті облямівки не суцільні, а розбиті на окремі світлі плями. Крім того, зашийок та поперек молодих птахів сірий. У всіх птахів дзьоб і ноги чорні, райдужка бура. Задній палець, на відміну від інших побережників, відсутній.
В останні роки найчастіше виділяють 2 підвиди цього побережника — Calidris alba alba і Calidris alba rubida. Перший з них гніздиться у північно-східній Гренландії, на острові Ян-Маєн, на Шпіцбергені, Землі Франца-Йосифа та Таймирі; другий — на Алясці та півночі Канади, а також можливо у дельті Лени і Новосибірських островах.

### Голос
У цілому достатньо мовчазний птах. При спілкуванні видає короткі плавні звуки, що передаються як «плит», «крит», «кве» або «тюк». Шлюбна пісня, яка виконується в польоті на висоті 2 — 3 м над землею — мелодійна трель кшталт «керррр.. керррр». Стривожений птах видає булькаюче «кве..кве..кве», яке часом прискорюється, зливаючись у стрекотливе «кверрррр…».

## Поширення
Розмножується кругополярно у приморських арктичних тундрах на материку та островах Північного Льодовитого океану: Канадському Арктичному архіпелазі, Гренландії, Шпіцбергені, Північній Землі, Новосибірських островах, острові Беннетта. У материковій частині Євразії доведено гніздування птиха у проміжку між Єнісейською та Хатангською затоками, головним чином на північному заході Таймиру. Ранні повідомлення про гніздування у дельті Лени пізнішого підтвердження не знайшли. У Північній Америці кулик гніздиться у прибережній смузі між мисом Барроу та північно-західним краєм Гудзонової затоки.
Поза сезоном розмноження побережник вважається космополітом — зграйки цих птахів, що годуються, можна зустріти майже повсюдно на піщаних пляжах, рідше грязьових та галечникових мілинах, коралових рифах у тропічних та помірних широтах. Перевагу віддає морському узбережжю та відкритим ділянкам естуаріїв, лише на прольоті та дуже рідко взимку відвідуючи внутрішні водойми. У Європі вони трапляються на південь від Ірландії, Великої Британії та берегів Північного моря, в Америці — на південь від центральної Каліфорнії та узбережжя Мексиканської затоки.

## Живлення

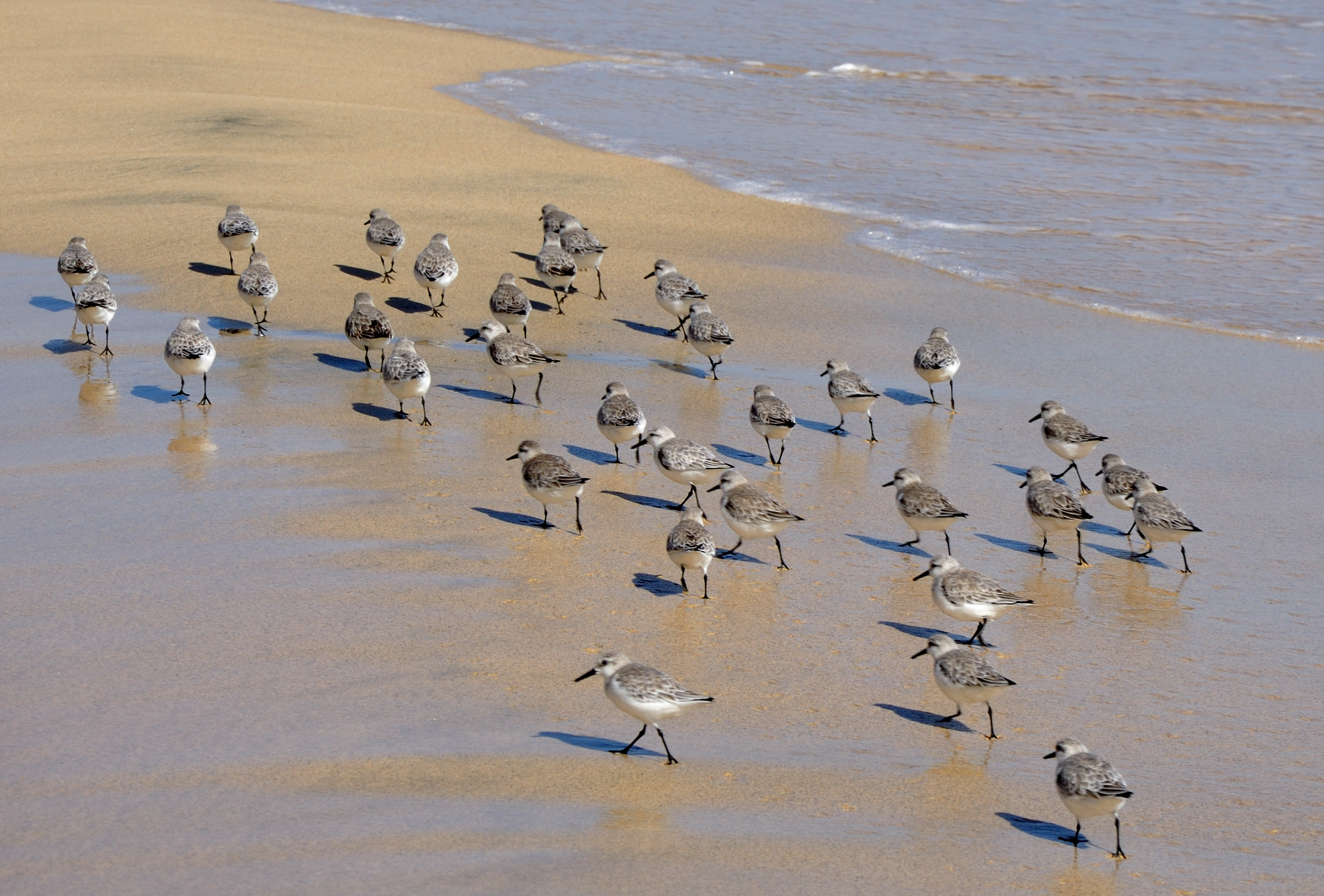
Група побережників на пляжі

Характер живлення змінюється протягом року. Наприкінці травня — початку червня, коли арктична тундра лише звільняється від снігу та комах поки мало, значну частину раціону побережників становлять рослинні корми: насіння та бруньки трав, зелені частини моху та водоростей. Так, російський орнітолог Єлизавета Козлова як приклад наводить бруньки дріади та ломикаменю. У період розмноження вживає в їжу комах, головним чином імаго та личинок двокрилих (комарів, хірономід, комарів-довгоножок), жуків та метеликів (гусениць), а також павукоподібних та дрібних рачків (таких як Pseudolibrotus littoralis). На прольоті та зимових зупинках живиться переважно продуктами моря, викинутими на берег прибоєм: молюсками, ракоподібними (бокоплавами тощо), багатощетинковими червами, комахами. За нагоди годується рибою або падлом.
Взимку побережники часто зустрічаються на плоских піщаних пляжах та мілинах, де вони годуються групами по 6 — 15, рідше 30 — 40 особин. Птахи бігають у зоні прибою за хвилями, які відкочується, та підбирають винесених на берег ракоподібних та черв'яків. Ці птахи володіють умінням вправно уникати хвилі і не змушені щоразу злітати. Все ж сполохані птахи з криком «вик-вик» роблять невелике півколо над морем та знову повертаються до краю води.

## Розмноження

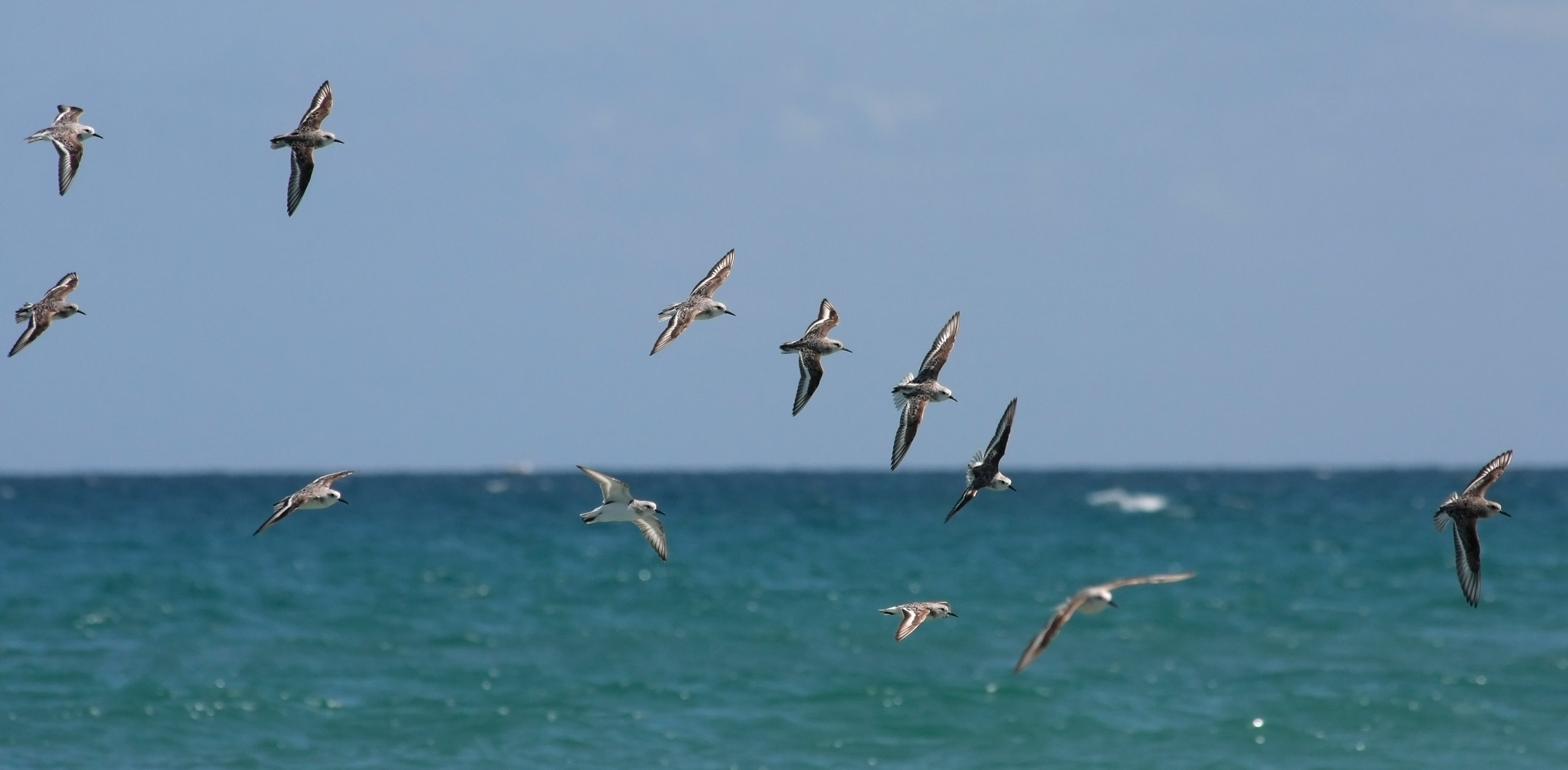
У польоті

У місцях розмноження з'являється наприкінці травня або початку червня, коли у тундрі з'являються перші проталини. Перший час тримається на морському узбережжі, потім переміщується на сухіші піднесені кам'янисті ділянки, покриті лише лишайниками та окремими кущиками повзучих рослин — верби, куріпкової трави, ломикаменю, зазвичай на висоті не більше 200 м над рівнем моря. У Гренландії гніздиться на кам'янистих плато до 800 м над рівнем моря, часом на значній відстані від берега.
Власне розмноженню передує шлюбний період, під час якого самці токують — невисоко піднімаються у повітря і з хрипкими криками перелітають з однієї проталини на іншу, чергуючи планування та тремтливий політ. Улюблена поза самця на землі — злегка опущені крила, розпущений віялом хвіст та скуйовджене пір'я — демонструється з висоти каменю або купини з метою привернути пробігають повз самку. Тип розмноження варіює: в окремих популяціях реєструють як моногамію, так і послідовну поліандрію.
Відкладання яєць у середині червня або пізніше, якщо тундра у той час ще не звільнилася від снігу. Гніздо являє собою плоске поглиблення на голому ґрунті або в моху, лишайнику, вистелене кількома сухими стеблинками рослин та шматочками ягелю. У кладці частіше 4, рідше 3 яйця жовтувато-оливкового кольору з коричневими та бурими вкрапленнями (більш численними ближче до тупого кінця яйця). Розміри яєць: (33,0-38,2) — (23,5-26,2) мм. Насиджують обоє батька протягом 23 — 24 днів. При появі небезпеки птах покидає гніздо і з великої відстані намагається відвести хижака, відволікаючи його увагу на себе криками та демонстративною поведінкою «пораненої птахи». Водять та зігрівають виводок також обидва члени пари, проте розподіл їх ролей до теперішнього часу вважається недостатньо вивченим. У віці близько двох тижнів пташенята стають повністю самостійними, після чого виводки швидко розпадаються. Осінній відліт з кінця липня до середини вересня, першими відлітають дорослі птахи.